# Laosuchus
Genre
Espèce
Laosuchus est un  genre fossile de chroniosuchiens datant de la limite Permien-Trias au Laos. Laosuchus est un genre monotypique représenté par la seule espèce Laosuchus naga, nommée d’après le Nāga, une divinité serpentiforme typique de différentes croyances de l'Est asiatique. Le fossile (désigné MDS-LPQ 2005-09) est constitué d'un crâne avec ses mâchoires. Il est conservé au Musée des Dinosaures de Savannakhet. Le crâne mesure 26 cm de long et évoque celui d'un crocodile, avec un long museau et de nombreuses dents pointues.

## Présentation
Laosuchus présente des spécificités qui empêchent de le rapprocher des bystrowianidés ou chroniosuchidés, les deux principales familles de chroniosuchiens. En conséquence, il a été classé comme Chroniosuchia incertae sedis.
Un scan du crâne de Laosuchus a révélé des détails sur sa structure interne. Les tubes étroits et peu profonds situés dans les os situés devant les yeux ont été identifiés comme des composants internes d'un système ligne latérale. Des structures internes de ramification plus complexes ont été découvertes au bout du museau et de la mâchoire inférieure. Ces structures peuvent être des canaux neurovasculaires qui, chez les animaux modernes, peuvent être utilisés pour détecter la chaleur (thermoréception), des signaux électriques (électroréception) ou des variations de pression (mécanoréception). Les paléontologues qui ont décrit Laosuchus ont émis l'hypothèse que le système de ligne latérale était utilisé pour détecter le mouvement des proies dans l'eau (comme le font certains poissons prédateurs), tandis que le système neurovasculaire était utile pour détecter les ondulations créées par les proies à la surface de l'eau (comme c'est le cas chez les crocodiliens modernes).

## Publication originale
- (en) Thomas Arbez, Christian Alfred Sidor et Jean-Sébastien Steyer, « Laosuchus naga gen. et sp. nov., a new chroniosuchian from South-East Asia (Laos) with internal structures revealed by micro-CT scan and discussion of its palaeobiology », Journal of Systematic Palaeontology, Taylor & Francis,‎ 27 septembre 2018, p. 1-18 (ISSN 1477-2019 et 1478-0941, DOI 10.1080/14772019.2018.1504827).